# Synagogenbezirk Sinzig
Der Synagogenbezirk Sinzig mit Sitz in Sinzig wurde nach dem Preußischen Judengesetz von 1847 geschaffen. 
Dem Synagogenbezirk, der um 1859 geschaffen wurde, gehörten im Jahr 1875 nicht nur die Mitglieder der Jüdischen Gemeinde Sinzig, sondern auch die Juden in Bodendorf, Brohl, Löhndorf, Niederbreisig, Oberbreisig, Oberwinter, Remagen und Westum an.
Zur Besorgung religiöser Aufgaben der Gemeinde war im Synagogenbezirk Sinzig ein Religionslehrer angestellt, der zugleich als Vorbeter und Schochet tätig war.